# Marie Sallé

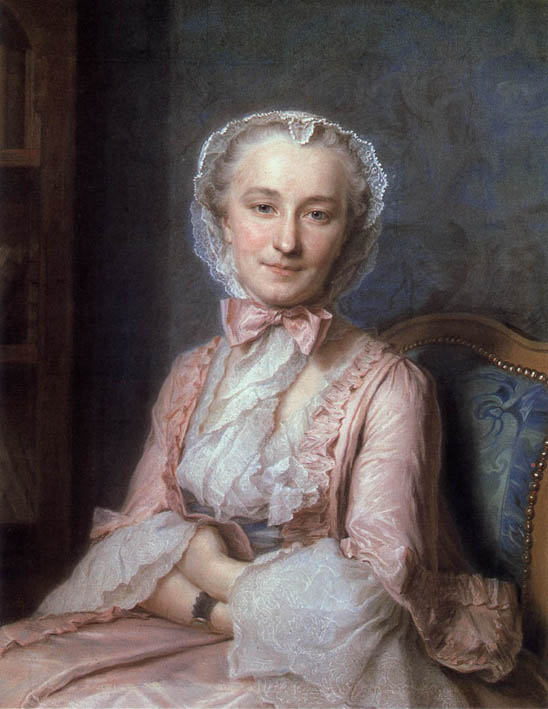
Maurice Quentin de La Tour: Porträt der Marie Sallé (1741), Museu Calouste Gulbenkian, Lissabon

Marie Sallé (* um 1707; † 27. Juli 1756) war eine französische Tänzerin, Zeitgenossin und Rivalin der Marie Camargo.
Marie wuchs im Milieu des Pariser Jahrmarktstheaters auf. Ihr Vater war ein unbedeutender Jahrmarktstänzer oder -akrobat. 1718 debütierte sie auf der Foire Saint-Laurent in Paris in „La Princesse de Carisme“, einer komischen Oper von Alain Lesage. Später wurde sie Schülerin von Françoise Prévost. 
Anschließend, von 1725 bis 1727, ging sie nach London. Erst nachdem sie dort aufsehenerregende Erfolge hatte, wurde sie an die Pariser Oper engagiert. Ihr Debüt in der Oper hatte sie am 14. September 1727, in einem Pas de deux mit David Dumoulin.